# Stubbe – Von Fall zu Fall: Nina
Nina ist ein deutscher Fernsehfilm von Peter Kahane aus dem Jahr 2005. Es handelt sich um den siebenundzwanzigste Filmbeitrag der ZDF-Kriminalfilmreihe Stubbe – Von Fall zu Fall mit Wolfgang Stumph in der Titelrolle.

## Handlung
Kommissar Stubbe ermittelt im Mordfall des Schönheitschirurgen Dr. Steinhöfel, der erschossen aufgefunden wurde. Der Spurenlage nach hat eine Straßenmusikerin den Mord womöglich beobachtet. Sie ließ ihr Akkordeon zurück und nur wenig später wird bei jener Zeugin, die sich als Nina Kutschenko ermitteln lässt, eingebrochen. Offensichtlich hat der Mörder nach ihr gesucht, sie aber zum Glück nicht gefunden. Stubbe kann sie ausfindig machen und versucht zunächst das Vertrauen der eingeschüchterten jungen Frau zu gewinnen. Nina stammt aus Russland und ernährt mit dem Geld, das sie hier in Deutschland verdient, Mutter und Kind in der Heimat. Ihre Zeugenaussage hilft Stubbe bei seinen Ermittlungen nicht viel weiter. Er hofft aber, dass Nina den Täter bei einer Gegenüberstellung wiedererkennen wird. Sie hält sich in einem unbewohnten Haus versteckt und Stubbe besucht sie regelmäßig, um sie mit dem Nötigsten zu versorgen.
Kommissar Stubbe und sein Kollege Zimmermann vermuten als Tatmotiv eine misslungene Schönheits-OP, denn der Mörder hat seinem Opfer nach der Tat das Gesicht zerschnitten. Verdächtig ist aber auch Matthias Hansen, mit dessen Frau Dr. Steinhöfel ein heimliches Verhältnis hatte, sowie Steinhöfels Mitarbeiter Dr. Kramer, den er beruflich sehr ausgenutzt hatte. Massive Hinweise gibt es aber auch zu Klaus Blumberg. Seine Verlobte hatte sich in Steinhöfels Klinik operieren lassen, doch hat sie seit dem chronische Schmerzen und niemand nahm ihre Sorgen ernst. Deshalb hat Blumberg versucht sich für sie einzusetzen, aber in der Klinik kein Recht bekommen. Doch nicht nur die Polizei recherchiert in diese Richtung, sondern auch eine junge Journalistin. Stubbes Tochter Christiane ist mit ihr befreundet und begleitet sie deshalb. Sie ahnt nicht, dass sie ihren Vater dadurch in seinem aktuellen Fall behindert, denn ihre Freundin Maria interviewt ausgerechnet Blumbergs Verlobte – die sie als Patientin von Dr. Steinhöfel ermittelt hatte. Im Gespräch äußert die junge Frau, dass sie davon überzeugt ist, dass Klaus den Schönheitschirurgen ihretwegen umgebracht hat. Als das Interview mit Blumbergs Freundin in der Zeitung erscheint, wird er umgehend ins Polizeirevier bestellt, kann aber mangels konkreter Beweise nicht in Haft genommen werden.
Nina wird durch ein Bild in einem Prospekt auf Dr. Kramer aufmerksam und erkennt ihn als den Mann, den sie in der Tatnacht gesehen hatte. Doch sie hat nicht vor ihn der Polizei zu verraten, sondern will ihn erpressen und erhofft sich damit genug Geld zu haben, um zu ihrer Familie zurückkehren zu können. Kommissar Stubbe ahnt was Nina vor hat und auch er kommt Kramer auf die Spur. Die Suche nach ihm führt zum Hauptbahnhof, wo sich Nina mit Kramer treffen will. Stubbe und Zimmermann kommen gerade noch rechtzeitig, um Nina vor Kramer zu retten.

## Hintergrund
Der Film wurde in Hamburg und Umgebung gedreht und am 8. Januar 2005 um 20:15 Uhr im ZDF erstausgestrahlt.

## Kritik
Für die Kritiker der Fernsehzeitschrift TV Spielfilm war der Stubbe-Fall Nina „ein echter ‚Stubbe‘: gepflegt spannend“; sie gaben dem Film eine mittlere Wertung (Daumen zur Seite).